# 탈메틸화효소
탈메틸화효소(영어: demethylase) 또는 디메틸레이스는 핵산, 단백질(특히 히스톤) 및 기타 분자로부터 메틸기(CH3-)를 제거하는 반응을 촉매하는 효소이다. 탈메틸화효소는 후성유전자 변형 메커니즘에서 중요하다. 탈메틸화효소는 DNA와 히스톤 단백질에서 일어나는 메틸화의 수준을 조절하여 유전체의 전사 조절을 변경하고, 차례로 생물체 내의 특정 유전자 좌위에서 염색질의 상태를 조절한다.

## 같이 보기
- 메틸화효소